# Mikroreaktionsgefäß

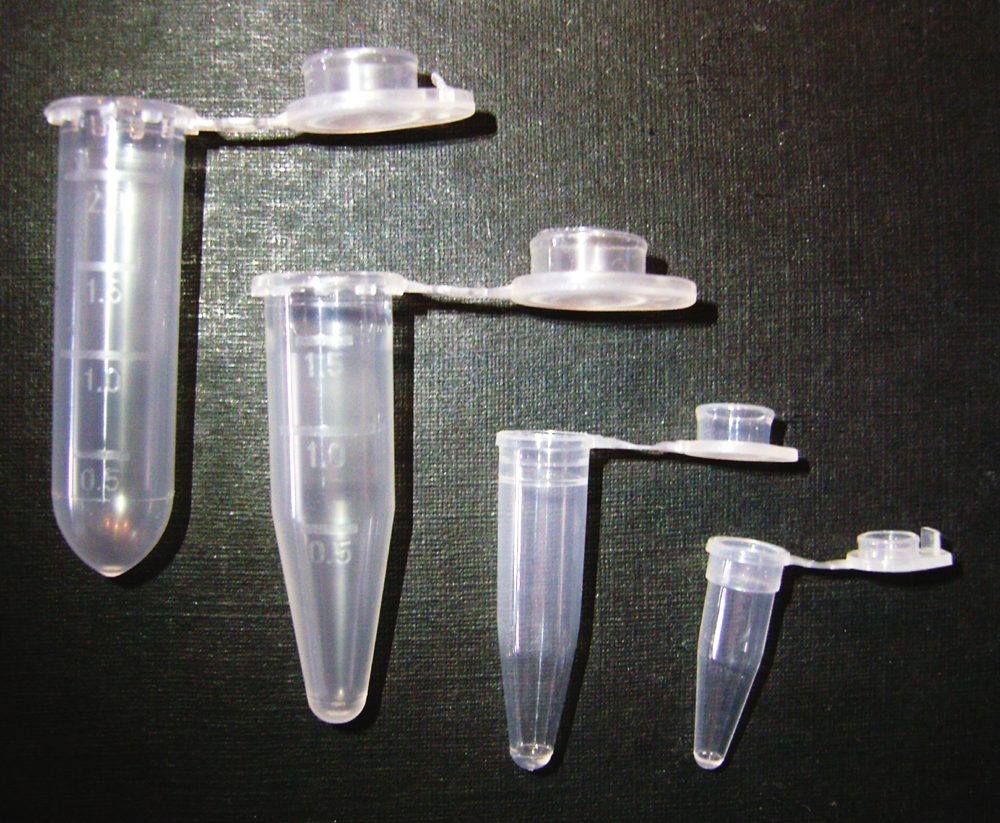
Mikroreaktionsgefäße in verschiedenen Größen: 2 ml, 1,5 ml, 0,5 ml, 0,2 ml (von links nach rechts)

Mikroreaktionsgefäße sind Reaktionsgefäße mit Schnappdeckel für kleine Probenvolumina im Mikroliterbereich, die ursprünglich 1962 vom Unternehmen Eppendorf Gerätebau Netheler & Hinz entwickelt wurden.

## Eigenschaften
Mikroreaktionsgefäße werden heute vom Rechtsnachfolger, der Eppendorf SE, und anderen Herstellern angeboten. Die Gefäße bestehen aus Polypropylen (PP) und werden in verschiedenen Größen (0,1 ml bis 2,0 ml, seit 2013 auch 5,0 ml) und Farben vertrieben. Sie zeichnen sich durch Chemikalienresistenz aus und behalten auch bei Temperaturen über 100 °C ihre Form. Des Weiteren können sie bei hohen Drehzahlen zentrifugiert werden. Die kleinen 0,1- und 0,2-ml-Reaktionsgefäße sind sehr dünnwandig und werden häufig für die Polymerase-Kettenreaktion (PCR) verwendet.
Die Mikroreaktionsgefäße der Größen 1,5 ml und 2 ml werden im deutschsprachigen Laborjargon als Eppi bezeichnet. Im englischen Sprachraum werden diese Mikroreaktionsgefäße als Eppendorf tube bezeichnet. Die Bezeichnung Eppi bzw. Eppendorf tube ist international ein generalisierter Markenname geworden, wobei sich nicht der Name der Produktmarke (wie die deutschsprachige Verwendung von Tempo für Papiertaschentücher oder Tesa für Klebestreifen), sondern die Abkürzung der Marke des Unternehmens eingebürgert hat.
Eppendorfgefäße werden auch genutzt, um Drogen wie Kokain oder Amphetamin zu transportieren.

### Andere Reaktionsgefäßmodelle
- Mikroreaktionsgefäße mit Schraubdeckel sind geeignet zur Lagerung von medizinischem Material wie Seren und Blutproben sowie zur Probenerhitzung, Zentrifugation etc.
- Mikroreaktionsgefäße mit Dichtkonus eignen sich zur Lagerung von empfindlichen Proben, da diese damit nicht durch eine Silikondichtung kontaminiert werden können. Diese Gefäße sind nicht autoklavierbar.
- Mikroreaktionsgefäße mit Silikondichtung werden abgedichtet, ohne dass die Probe den Dichtring berühren kann. Sie sind für die Lagerung von Proben in der Gasphase über flüssigem Stickstoff geeignet und sind bei 121 °C (20 min) autoklavierbar.
- Mikroreaktionsgefäße mit Silikondichtung und entnahmesicherem Verschluss geben dem Anwender eine Erstentnahmeanzeige. Ein sichtbarer Ring funktioniert wie eine Plombe und wird beim ersten Öffnen vom Deckel abgetrennt. Sie besitzen eine Silikondichtung, sind auch für die Lagerung von Proben in der Gasphase über flüssigem Stickstoff geeignet und bei 121 °C (20 min) autoklavierbar.